# 軍備拡張競争
軍備拡張競争（ぐんびかくちょうきょうそう）、略称：軍拡競争（ぐんかくきょうそう）とは、各国家が自国の軍備（軍隊）を拡張し、他国よりも軍事面で優位に立とうとする争いのことを指す。軍備の拡張には兵員の増強、軍事技術の開発、装備の更新などが含まれる。

## 概要
アメリカの天文学者であり作家のカール・セーガンはかつて軍拡競争を「二人の男が腰の高さまでガソリンにつかり、一人が3本のマッチを持ち、もう一人が5本のマッチをもっている」状態に例えた。軍拡競争に絶対的なゴールはなく、あるとすれば他国よりも優位を保っているという相対的なものでしかない。

## 歴史
古来、国家は他国家に対して軍事的優位性を得ようと軍備の拡張に努めてきたが、軍拡競争の最たる例は西側諸国の盟主であるアメリカ合衆国と東側諸国の盟主であったソビエト連邦の超大国同士が鎬を削った冷戦期の核開発競争である。世界情勢に大きな影響力を持った米ソは、互いに相手を上回る核兵器の開発・改良に全力を注いだ。

### 第一次世界大戦

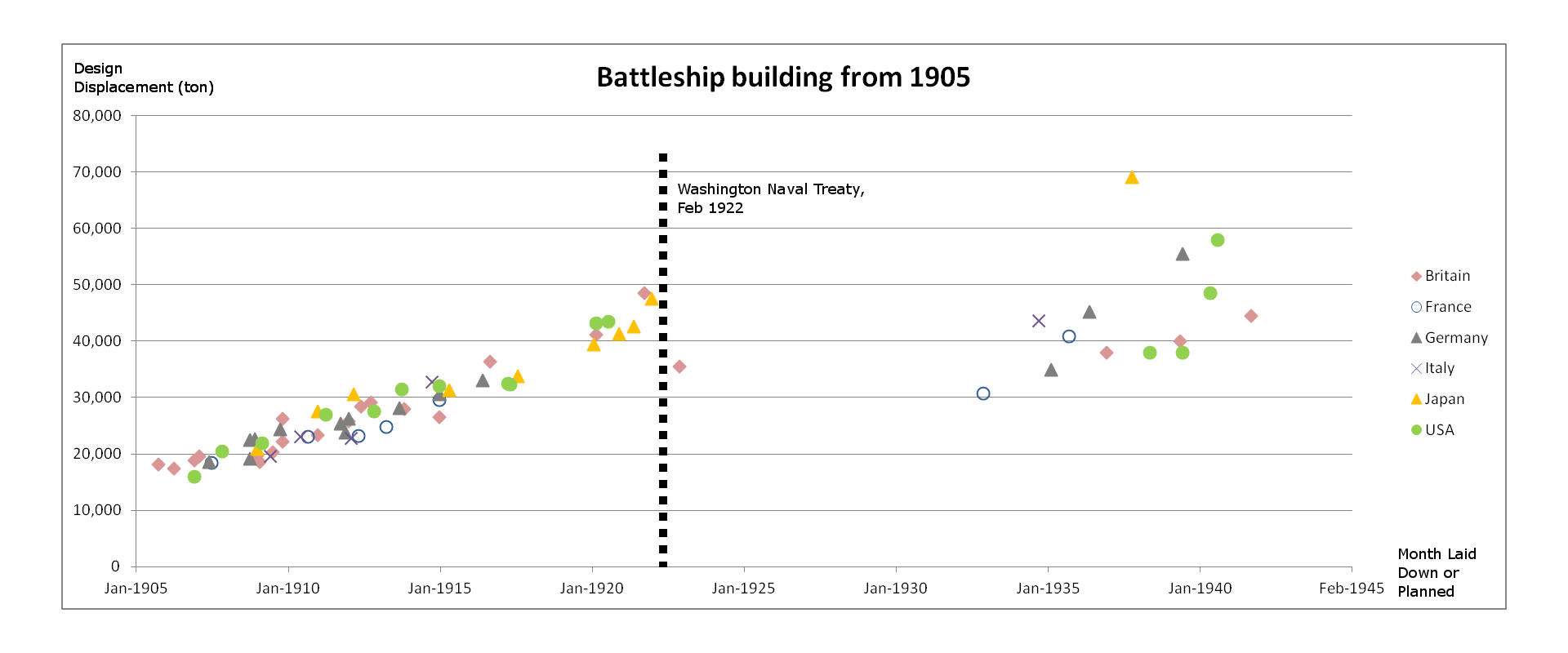
1905年から1945年までに建造された戦艦の排水量グラフ。軍艦のサイズやパワーは第一次世界大戦をはさんで急速に増大した。多くの海軍国による建艦競争は1922年のワシントン軍縮条約でいったん終わりを迎えた

19世紀末から20世紀初頭のドイツ帝国では、宰相ビスマルクを更迭した皇帝ヴィルヘルム2世がそれまで親善関係にあったイギリスの3C政策に対抗する形でいわゆる3B政策を推進。積極的な海外進出を目的として海軍増強をはじめとする軍拡を企てたが、この動きは英・仏・露に事実上のドイツ包囲網である三国協商を形成させることとなり、結果として第一次世界大戦へとつながった。

### 戦間期から第二次世界大戦まで
戦争を終わらせるための戦争とも言われた第一次世界大戦が終結し、不戦条約、ワシントン海軍軍縮条約など国際的軍縮が目指されたが最終的に失敗に終わる。

### 冷戦
ソ連は独ソ戦の勝利で得た弾道ミサイル技術と、計画経済体制で得た資金を軍拡競争につぎ込み(実にGNPの13-18%が軍事費であった)、西側陣営に対して大きな脅威となる大陸間弾道ミサイル「R-36（SS-18サタン）」を1970年代後半に開発し、1980年に実戦配備した。これに対抗する形でアメリカは1983年、ロナルド・レーガン大統領がスターウォーズ計画を提唱。西側に比べ経済基盤が弱かったにもかかわらず軍拡の道を進んだソ連経済は疲弊し、結局、ソビエト連邦の崩壊の一因となった。
しかし米国も無事ではなく研究予算を軍事に割り当て続けた結果、双子の赤字を抱えた。

### ポスト冷戦
冷戦終結後、ヨーロッパでは旧ユーゴスラビアなどを除き緊張は一時緩和されたが、世界的に見ると対テロ戦争の時代が始まった。
極東アジア地域においては長期的に見ると冷戦終結の影響をさほど受けず、一時期の中国民主化や朝鮮半島統一ムードも水泡に帰して軍備拡張の動きが続いた。この地域は台湾問題及び朝鮮統一問題が焦点となっており、中国・北朝鮮・ロシア対台湾・韓国・日本という冷戦時代からの構図がそのまま続きそれぞれ大規模な軍備増強を実施し、世界的にみても有数の軍拡競争地域となった。さらに中国との貿易摩擦、北朝鮮の核開発問題、海洋権益の争い、民主化した韓国・台湾の与野党対立、日韓対立なども加わり冷戦時代以上に外交上の緊張関係は複雑化した。
2010年代にアラブの冬で中東情勢が一気に不安定化。2022年にロシアのウクライナ侵攻が勃発しヨーロッパも再び軍拡競争に巻き込まれることになった。